# دالي جونسون
دالي جونسون (بالإنجليزية: Dale Johnson)‏ هو مدير عام أمريكي، ولد في 15 أغسطس 1902 في روك أيلاند في الولايات المتحدة، وتوفي في 24 أبريل 1963 في موسكاتاين في الولايات المتحدة.